# 아우구스타 폰 작센고타알텐부르크 공녀
작센고타알텐부르크 공녀 아우구스타(독일어: Prinzessin Augusta von Sachsen-Gotha-Altenburg, 1719년 11월 30일 ~ 1772년 2월 8일)는 영국의 왕태자 웨일스 공 프레더릭의 아내이다. 조지 3세의 어머니이기도 하다.

## 생애
작센고타알텐부르크 공작 프리드리히 2세의 딸로 태어나, 1736년 4월 17일 세인트 제임스 궁전에서 프레더릭과 결혼했다. 12세 연상의 남편과의 사이는 양호했지만, 남편과 마찬가지로 시부모와의 관계는 그렇지 못했다. 부부는 조지 2세 부처가 사는 세인트 제임스 궁전이 아닌, 햄프턴 궁전에서 떨어져 살았다.
1751년 웨일스 공이 급사했지만 아우구스타는 다음 국왕이 될 새로운 프린스 오브 웨일스의 어머니로서 정치적 입지를 다지게 되었다. 이와 함께 아들 조지의 가정교사로, 그의 신임을 얻고 있던 제3대 뷰트 백작 존 스튜어트와 가까운 사이가 되었는데 이것은 스캔들로 발전해 그녀가 죽을 때까지 그녀의 평판을 땅에 떨어뜨리는 결과를 낳았다.
아우구스타는 1772년 인후암으로 죽었고 웨스트민스터 사원에 묻혔다.

## 자녀
- 오거스타 샬럿(1737~1813) 브라운슈바이크-볼펜뷔텔 공작 부인
- 조지 3세(1738~1820) 영국 국왕
- 에드워드 오거스터스(1739~1767) 요크 공작
- 엘리자베스 캐롤라인(1740~1759)
- 윌리엄 헨리(1743~1805) 글로스터 공작
- 헨리 프레데릭(1745~1790) 컴벌랜드 공작
- 루이사 앤(1749~1768)
- 프레더릭 윌리엄(1750~1765)
- 캐롤라인 마틸다(1751~1775) 덴마크 왕비(크리스티안 7세와 결혼)

## 같이 보기
- 오거스타 (조지아주)